# Pila (Piemont)
Pila település Olaszországban, Piemont régióban, Vercelli megyében. Lakosainak száma 138 fő (2023. január 1.). Pila Piode, Scopello és Pettinengo községekkel határos.

## Népesség
A település népességének változása:
| Lakosok száma | 140  | 141  | 138  |
|               | 2017 | 2018 | 2023 |